# Journal de Genève
Journal de Genève ("periódico de Ginebra") fue un diario suizo de opinión, de tendencia liberal, que se publicó en Ginebra del 6 de enero de 1826 al 28 de febrero de 1998. Fue fundado por el político James Fazy. Se fusionó con otro diario, "le Nouveau Quotidien", para llamarse "Le Temps".